# Duwa
Duwa, Tuwa, Du'a o Doa Ledjan (mort el 1307) fou kan de Txagatai (1282 –1307). Era el segon fill de Barak Khan i fou el kan que va regnar més temps al kanat, acceptant la supremacia del gran kan.
Amb el suport dels seus germans a la mort del seu pare Burak Khan el 1271 va mantenir les seves reclamacions a les terres dels txagataïdes, en rebel·lió contra del gran kan Kubilai Khan. El 1275 Duwa va destruir una força a Uiguristan lleial a Kubilai Khan, dirigida pel txagataïda Ajiki i el fill de Kubilai, Ayachi. Llavors va posar setge durant sis mesos a Kara Khoja, però els prínceps mongols van fracassar i no van poder prendre la ciutat per assalt, i finalment Idikut Khochhar aconseguí fer aixecar el setge donant a Duwa la seva filla en matrimoni. Després Idikut Khochhar va morir aviat en combat ocasional amb forces de Kaidu prop de la frontera dels Yuan Xina. Duwa també hauria donat ajuda a una rebel·lió fracassada de la secta Brigung contra l'autoritat de Kubilai al Tibet. L'any següent (1276 o 1277), Duwa llançava una expedició contra Beshbalik, derrotaven les forces dels Yuan allà i capturaven la ciutat. El 1278 Duwa va fer un atac a territori Yuan.
Duwa va donar suport a Kaidu Khan contra Kubilai, i el 1282 Kaidu va nomenar Duwa com a cap del kanat Txagatai en un esforç per aconseguir la pau, després d'un conflicte que havia destruït Àsia central en els deu anys passats. Llavors Duwa va esdevenir el lloctinent de Kaidu Khan; aquesta promoció va assegurar a Kaidu la lleialtat dels txagataïdes fins a la seva mort. Els intents de Kaidu d'estendre el seu poder cap a l'Il-kanat donaren una excusa a Duwa per envair aquell regne mongol a l'inici del 1295. Amb el suport del fill de Kaidu, Sarban, va envair el Gran Khorasan i Mazanderan mentre els comandants il-kànides estaven ocupats en una lluita de successió lluny a l'oest. Durant vuit mesos va romandre a Mazanderan; quan va marxar va saquejar moltes ciutats en el camí de tornada. Duwa va intentar convèncer els Kart d'Herat per passar al seu costat, però rebutjaren. Va intentar saquejar la ciutat de Kusui, però no ho va aconseguir, però va reeixir a Fushang, matant molts dels habitants. Un intent similar a Herat no es va arribar a produir, ja que Duwa temia que no se'n sortiria; aviat fou cridat per Kaidu altra vegada a l'Àsia central, i la campanya es va acabar.
La forta resistència dels comandants yuans, forçaren a Kaidu i Duwa a retirar-se diverses vegades el 1297. El 1298, Duwa va venjar aquestes derrotes atacant a les guarnicions yuans durant l'hivern. La majoria dels comandants yuans estaven menjant i bebent i per això foren incapaços de lluitar amb èxit i entre ells Kokechu, l'oncle del gran Temür Kan; el gendre o cunyat de gran kan Temür (nom xinès Chengzong), Körgüz, cap dels onguds, que estava borratxo, va ser capturat. Duwa va intentar convèncer-lo d'abandonar el bàndol del gran kan, però no ho va aconseguir. Duwa llavors es va retirar però fou derrotat en una batalla per les tropes de guarnició manades pel general Ananda a Gansu, en el que es coneix modernament com a Kebuduo. El gendre de Duwa fou capturava en aquesta batalla. Un intercanvi de presos fou després concertat, i el seu gendre va recuperar la llibertat, però en canvi Körgüz fou executat abans de l'intercanvi en revenja per la derrota de Gansu, i Duwa va enganyar als oficials mongols. El 1298 o 1299 Duwa nomenava el seu propi fill Kutluk Khoja com a cap dels qaraunes, un grup mongol que controlava una part gran del Gran Khorasan. Per reorganitzar la defensa yuan a Mongòlia, Temür va nomenar Khayisan fill de Darmabala, al lloc de Kokechu i les forces yuans van derrotar a Kaidu al sud de les muntanyes Altai.
El 1300 els yuans van iniciar una gran ofensiva contra Kaidu. Aquest va demanar a Duwa la seva ajuda, però el txagataïda va rebutjar, afirmant que les seves forces estaven esgotades. Sorprès per la resposta, Kaidu li va enviar una orde directa, però abans de saber la resposta va haver de girar cap a l'est per trobar els yuans. Duwa i els seus homes finalment van anar a ajudar a Kaidu, i junts van atacar Karakorum i els yuans van patir greus pèrdues però sense resultats decisius (setembre). Duwa va quedar ferit en la batalla en la qual també fou ferit Kaidu que va morir poc després segurament a causa de les ferides o d'alguna complicació (1301) i la situació política va canviar. Duwa no va reconèixer com a successor al fill Orus, i va designar al fill gran Chapar Khan que finalment fou entronitzat el 1303, gràcies als esforços de Duwa el qual va insistir a Chapar: "Deixem els mongols de perdre sang en les lluites un contra l'altra. És millor sotmetre's al gran kan Temür".

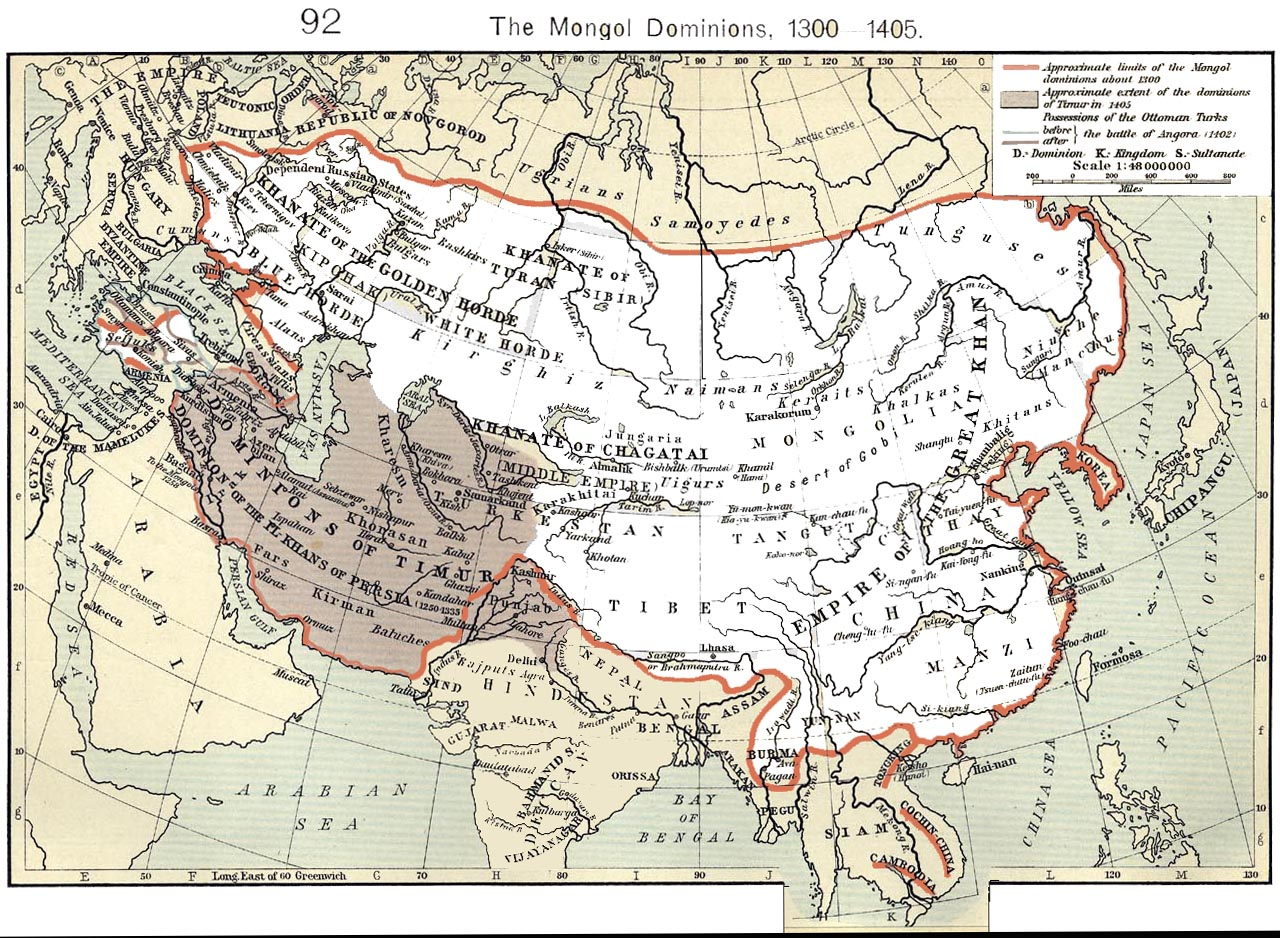
Imperi Mongol vers 1300. L'àrea en gris és el posterior imperi timúrida.

Poc després Duwa procurava acabar el conflicte amb Temür Khan (Chenzong), i al voltant de 1304 una pau general entre els estats mongols (Chapar Khan ogoteïda de Txagatai, Duwa Khan txagataïda de Txagatai, Tokhta Khan de l'Horda d'Or, Oldjeitu de l'il-kanat i Temür Khan de la dinastia Yuan de la Xina) fou declarava, posant punt final a la guerra civil de l'Imperi Mongol a l'Àsia que havia durat mig segle. No gaire després proposava una unió dels mongols per atacar l'Índia, però la campanya no es va materialitzar. La pau general afavoria més a Duwa que a Chapar Khan, i va ser causa de conflicte entre ambdós. Duwa esperava desfer-se del domini del fill de Kaidu i per això procurava millorar relacions amb el gran kan Chengzong que li va donar suport; tenia l'avantatge de ser un hereu legítim al kanat Txagatai mentre Chapar era un ogodeïda.
Chapar es va negar a assistir a una reunió que Duwa va arranjar per a celebrar la pau, i el 1305 o el 1306 el conflicte esclatava entre les tropes dels dos bàndols, probablement degut als intents de Duwa de prendre control de parts de les terres de Chapar que li havia concedit Chengzong. La guerra va durar un temps però sense resultats decisius; mentre el germà de Chapar Khan, Sarban, va marxar a Pèrsia i va abandonar la regió de l'Oxus, però la regió al voltant de Samarcanda continuava infestada de seguidors de la família de Kaidu. Duwa va proposar la pau; Chapar, creient que era sincer va acceptar, ordenant retirar-se als seus germans. Les forces de Duwa llavors van derrotar a Baba, un seguidor de Chapar, i van saquejar Talas, i van cèncer al germà de Chapar Khan. Al front oriental Duwa va convèncer el comandant de frontera dels yuan, Qaishan, de combatre el germà de Chapar, Orus, al que va derrotar el juny de 1306.
Chapar llavors va mobilitzar les seves pròpies forces, però uns quants dels seus comandants van desertar, i els yuans van enviar una gran força gran en ajut de Duwa. Envoltat per aquest exèrcit, Chapar es va haver de rendir. La part nord-est del regne de Duwa fou cedida a la dinastia Yuan, i Duwa després va rebre regals de Chengzong, com a prova de les bones relacions entre el Kanat de Txagatai i la dinastia xinesa per primer cop des de la meitat del segle xiii. Duwa al principi va donar a Chapar Khan un territori petit i una pensió, però després va matar o capturar molts dels seus seguidors, i va deposar Chapar el 1307 posant al seu lloc al seu germà Yangichar, que no havia lluitat contra Duwa anteriorment. Yangichar no va rebre tot el territori i una part fou per Tügme, un net de Güyük Khan.
Aquell mateix any va morir Duwa i fou succeït pel seu fill Könchek. Les accions de Duwa havien tingut com a objectiu a llarg termini l'alliberament del kanat Txagatai de Kaidu Khan (i els seus fills, tots ogodeïdes) el domini del qual durava des de 1271. Els fills de Kaidu van continuar ocasionant problemes al kanat Txagatai. Els èxits de Duwa recreant l'estat asiàtic central també es van demostrar transitoris; menys de quaranta anys més tard, la part oriental del kanat se'n separaria, i durant els anys 1360 els kans occidentals van quedar reduïts a titelles per Tamerlà.